# Luigi Nono

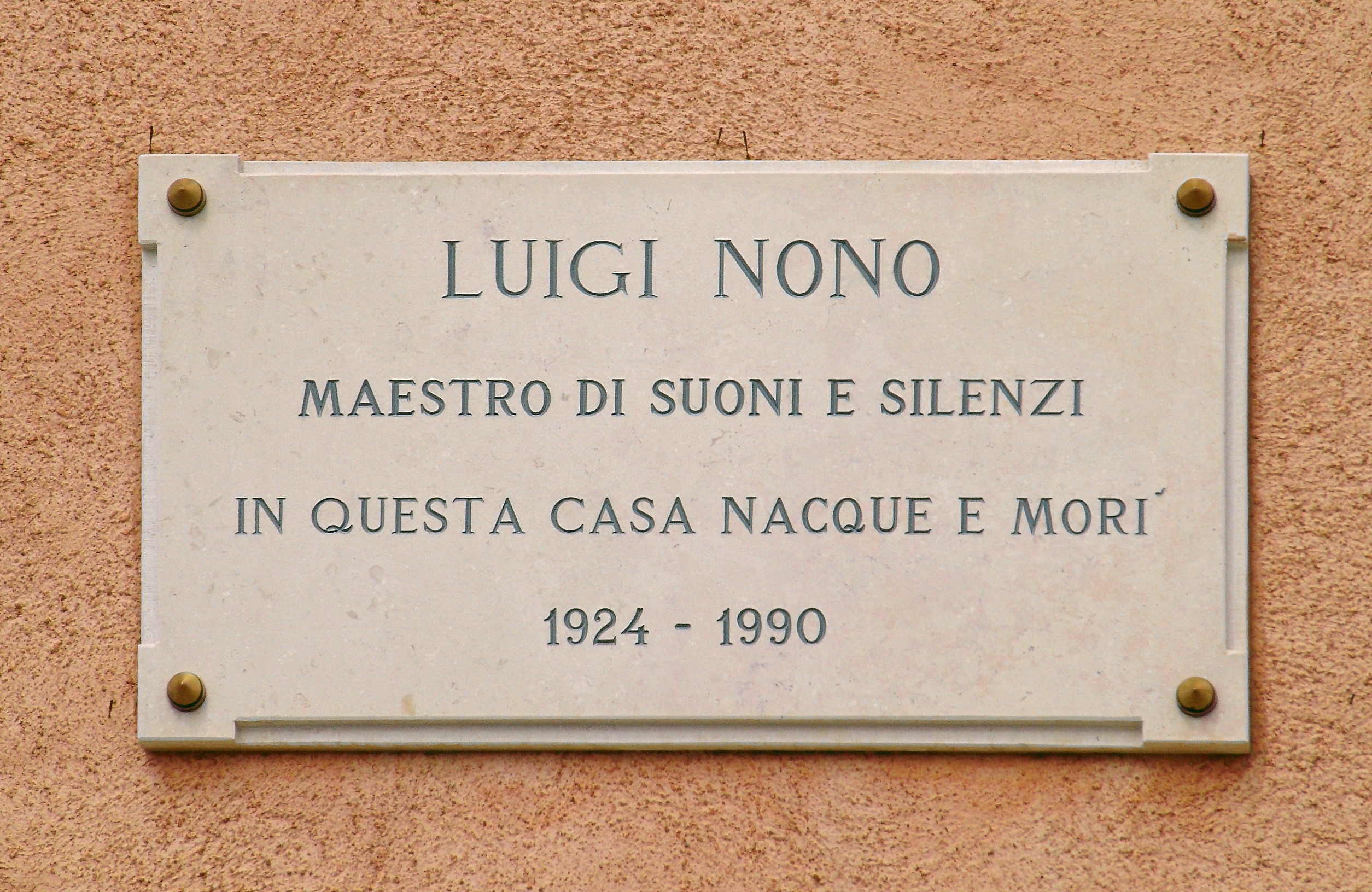

Luigi Nono (ur. 29 stycznia 1924 w Wenecji, zm. 8 maja 1990 tamże) – włoski kompozytor awangardowy, znany z radykalnego podejścia do tworzywa muzycznego i polityki. Od 1953 aktywny członek komunistycznej partii Włoch.

## Życiorys
Nono pochodził z bogatej weneckiej rodziny mieszczańskiej. Choć studiował kompozycję, ukończył studia prawnicze. Już w czasie studiów zapoznał się z radykalnymi ideami politycznymi oraz awangardowymi kierunkami w muzyce. W szczególności istotne było jego spotkanie z Federikiem Garcią Lorcą, komunizującym poetą, do wierszy którego Nono napisał szereg pieśni i utworów chóralnych.
W 1950 brał udział w Międzynarodowych Letnich Kursach Nowej Muzyki w Darmstadcie, w czasie których poznał Bouleza i Stockhausena (później wykładał na tych kursach, jego uczniem był m.in. Bogusław Schaeffer). Obaj kompozytorzy wywarli olbrzymi wpływ na Nono. W tym samym roku nastąpiła premiera pierwszej kompozycji Nona – orkiestrowych wariacji na tematy z Arnolda Schönberga. W 1952 Nono włączył się w ruch muzyki elektronicznej. W 1954 poznał córkę Schönberga Nurię, z którą ożenił się rok później. 

## Twórczość
Spośród ponad sześćdziesięciu dzieł, jakie zostawił po sobie Nono, wiele ma charakter wielce innowacyjny i często rewolucyjny. W utworze Il Canto Sospeso z 1956 tekst rozpisany jest na głosy już nie zdanie po zdaniu, nawet nie słowo po słowie, lecz z podziałem na sylaby. Teksty użyte w kompozycji zostały zaczerpnięte z listów uczestników włoskiego ruchu oporu. W 1958 powstała instrumentalna Composizione no. 2. Diario polacco ’58, napisana po wizycie Nona w Polsce. 
Intolleranza 1960 i Al gran sole carico d'amore z 1975 (wystawione przy współpracy z Moskiewskim Teatrem na Tagance) to dzieła o wielkiej formie – zbliżonej do oratorium i wypełnione radykalnymi, komunizującymi tekstami. Ten okres w twórczości Nona obejmuje eksperymenty w zakresie muzyki elektronicznej.
W latach osiemdziesiątych Nono zwrócił się w stronę eksperymentów sonicznych, w których dźwięki powstają przez transformacje dźwięków wydobywanych przez tradycyjne instrumenty, przyjmując niecodzienne barwy. U schyłku życia, pod wpływem Giacinta Scelsiego zwrócił się w stronę bardziej mistycznej muzyki, jednocześnie rozwijając zainteresowania budową przestrzeni muzycznej. Do najwybitniejszych dzieł z tego okresu należy No hay caminos, hay que caminar ... Andrej Tarkowskij na siedem niezależnych, rozmieszczonych przestrzennie orkiestr.

## Dorobek kompozytorski
- Muzyka wokalna
  - Pieśni - 4
  - Muzyka chóralna - 14
- Muzyka instrumentalna
  - Koncerty - 2
  - Muzyka kameralna - 2
  - Inne formy orkiestralne - 11
  - Opery - 3
  - Balety - 1
  - Muzyka filmowa - 1
  - Muzyka elektroniczna - 25

| Dzieła kompozytorskie | Dzieła kompozytorskie                                                                    | Dzieła kompozytorskie                          |
| Lata pracy            | Tytuł dzieła                                                                             | Forma muzyczna                                 |
| --------------------- | ---------------------------------------------------------------------------------------- | ---------------------------------------------- |
| 1949                  | Variazoni canoniche sulla serie dell'Op. 41 di Arnold Schoenberg                         | Wariacje                                       |
| 1950                  | Polifonica - Monodia - Ritmica                                                           | Utwór na sześć instrumentów i perkusję         |
| 1951                  | Composizione No. 1                                                                       | Utwór orkiestralny                             |
| 1951                  | Epitaffio per Federico Garcia Lorca No. 1: España en el corazón                          | Utwór wokalno-instrumentalny                   |
| 1952                  | Epitaffio per Federico Garcia Lorca No. 2: Y su sangre ya viene cantando                 | Koncert na flet                                |
| 1953                  | Epitaffio per Federico Garcia Lorca No. 3: Memento. Romance de la Guardia Civil española | Utwór wokalno-instrumentalny                   |
| 1953                  | Espressioni (2)                                                                          | Utwór orkiestralny                             |
| 1953                  | Il mantello rosso (Der rote Mantel)                                                      | Suita orkiestralna                             |
| 1954                  | Liebeslied                                                                               | Utwór wokalno-instrumentalny                   |
| 1954                  | Il mantello rosso (Der rote Mantel)                                                      | Utwór wokalno-instrumentalny                   |
| 1954                  | Musiche di scena per "Come vi piace" di William Shakespeare                              | Utwór wokalno-instrumentalny                   |
| 1954                  | La victoire de Guernica                                                                  | Utwór wokalno-instrumentalny                   |
| 1955                  | Canti per 13                                                                             | Muzyka kamerlana                               |
| 1955                  | Incontri                                                                                 | Utwór orkiestralny                             |
| 1955-1956             | Il canto sospeso                                                                         | Kantata                                        |
| 1957                  | La terra e la compagna                                                                   | Utwór wokalno-instrumentalny                   |
| 1957                  | Varianti                                                                                 | Koncert skrzypcowy                             |
| 1958                  | Cori di Didone                                                                           | Utwór na chór z perkusją                       |
| 1958                  | Piccola gala notturna veneziana in onore dei 60 anni di Heinrich Strobel                 | Muzyka kamerlana                               |
| 1959                  | Composizione No. 2: Diario polacco '58'                                                  | Utwór orkiestralny                             |
| 1960                  | Ha venido. Canciones para Silvia                                                         | Utwór wokalno-instrumentalny                   |
| 1960                  | Omaggio a Vedova                                                                         | Muzyka elektroniczna                           |
| 1960                  | Sarà dolce tacere                                                                        | Utwór wokalno-instrumentalny                   |
| 1961                  | Intolleranza 1960                                                                        | Opera                                          |
| 1962                  | Canti di vita e d'amore: Sul Ponte di Hiroshima                                          | Utwór wokalno-instrumentalny                   |
| 1962 -1964            | Da un diario italiano                                                                    | Utwór chóralny                                 |
| 1963                  | Canciones a Guiomar                                                                      | Utwór wokalno-instrumentalny                   |
| 1964                  | La fabbrica illuminata                                                                   | Muzyka elektroniczna w połączeniu z akustyczną |
| 1965                  | Musiche per "Die Ermittlung" di Peter Weiss                                              | Muzyka elektroniczna w połączeniu z akustyczną |
| 1966                  | A floresta é jovem e chega de vida, oratorio                                             | Muzyka elektroniczna w połączeniu z akustyczną |
| 1966                  | Ricorda cosa ti hanno fatto in Auschwitz                                                 | Muzyka elektroniczna w połączeniu z akustyczną |
| 1967                  | Per Bastiana -- Tai-Yeng Cheng                                                           | Muzyka elektroniczna w połączeniu z akustyczną |
| 1968                  | Contrappunto dialettico alla mente                                                       | Muzyka elektroniczna w połączeniu z akustyczną |
| 1969                  | Intolleranza 1960                                                                        | Utwór wokalno-instrumentalny                   |
| 1969                  | Musica -- Manifesto No. 1: Un volta, del mare                                            | Muzyka elektroniczna w połączeniu z akustyczną |
| 1969                  | Musica -- Manifesto No. 2: Non consumiamo Marx                                           | Muzyka elektroniczna w połączeniu z akustyczną |
| 1969                  | Musiche per Manzù                                                                        | Muzyka elektroniczna (muzyka filmowa)          |
| 1970                  | Y estonces comprendió                                                                    | Muzyka elektroniczna w połączeniu z akustyczną |
| 1971                  | Ein Gespenst geht um in der Welt                                                         | Utwór wokalno-instrumentalny                   |
| 1972                  | Como una ola de fuerza y luz                                                             | Muzyka elektroniczna w połączeniu z akustyczną |
| 1973                  | Siamo la gioventú del Vietnam                                                            | Utwór chóralny                                 |
| 1974                  | Per Paul Dessau                                                                          | Muzyka elektroniczna                           |
| 1974 -                | Notturni-albe                                                                            | Muzyka elektroniczna w połączeniu z akustyczną |
| 1975                  | Al gran sole carico d'amore                                                              | Opera                                          |
| 1976                  | Frammenti da "Al gran sole carico d'amore"                                               | Muzyka elektroniczna w połączeniu z akustyczną |
| 1976                  | ...sofferte onde serene...                                                               | Muzyka elektroniczna w połączeniu z akustyczną |
| 1979                  | Con Luigi Dallapiccola                                                                   | Muzyka elektroniczna w połączeniu z akustyczną |
| 1979 -1980            | Fragmente - Stille, an Diotima                                                           | Kwartet smyczkowy                              |
| 1980 -1981            | Das atmende Klarsein                                                                     | Muzyka elektroniczna w połączeniu z akustyczną |
| 1981                  | Io, frammento dal Prometeo                                                               | Muzyka elektroniczna w połączeniu z akustyczną |
| 1982                  | Quando stanno morendo. Diario polacco No. 2                                              | Muzyka elektroniczna w połączeniu z akustyczną |
| 1983                  | Guai ai gelidi mostri                                                                    | Muzyka elektroniczna w połączeniu z akustyczną |
| 1983                  | Omaggio a György Kurtág                                                                  | Muzyka elektroniczna w połączeniu z akustyczną |
| 1984                  | A Carolo Scarpa, architetto, ai suoi infiniti possibili                                  | Utwór orkiestralny                             |
| 1984                  | Prometeo. Tragedia dell'ascolto                                                          | Opera                                          |
| 1985                  | A Pierre. Dell' azzuro silenzio, inquietum                                               | Muzyka elektroniczna w połączeniu z akustyczną |
| 1986                  | Donde estàs, hermano?                                                                    | Utwór wokalny                                  |
| 1986                  | Risonanze errante, Liederzyklus a Massimo Cacciari                                       | Muzyka elektroniczna w połączeniu z akustyczną |
| 1987                  | Caminantes... Ayacucho                                                                   | Muzyka elektroniczna w połączeniu z akustyczną |
| 1987                  | No hay caminos, hay que caminar Andrei Tarkovski                                         | Utwór orkiestralny                             |
| 1987                  | Post-Prae-ludium No. 1 "per Donau"                                                       | Muzyka elektroniczna w połączeniu z akustyczną |
| 1989                  | "Hay que caminar" soñando                                                                | Duet skrzypcowy                                |
| 1989                  | La lontananza nostalgica utopica futura                                                  | Utwór na skrzypce i live electronics           |
|                       | Il mantello rosso (Der rote Mantel)                                                      | Balet                                          |